# Gunung Meraksa (Pulau Panggung)
Gunung Meraksa is een bestuurslaag in het regentschap Tanggamus van de provincie Lampung, Indonesië. Gunung Meraksa telt 2006 inwoners (volkstelling 2010).